# 列陣爭球

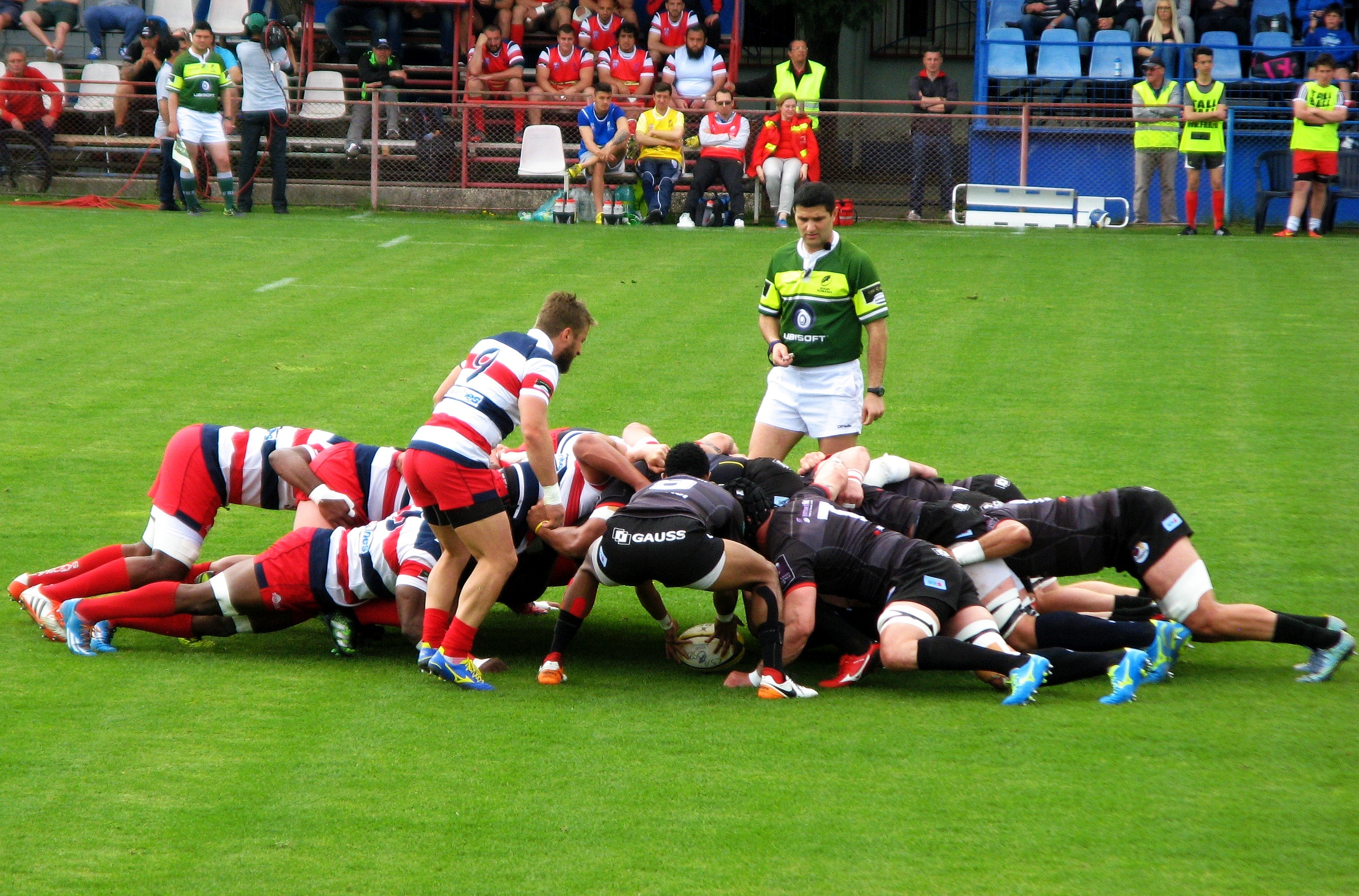
職業橄欖球賽中，兩隊球員正在進行列陣爭球

列陣爭球（英語：scrum，又稱正集團、司克蘭），是指在聯合式橄欖球比賽中因輕微違例（例如：向前掉球、向前傳球等）進入死球狀態，使比賽再重新開始的方法。列陣爭球需雙方派出8名前鋒球員分別結成3排，以肩背呈水平方式與對方連結紥緊，持球方再將球放進列陣下方的空間，由雙方相互推擠爭球。

## 列陣方式

列陣爭球各位置結陣圖示

當裁判吹判應由列陣爭球開球時，雙方1號左側柱鋒、2號勾鋒及3號右側柱鋒結成第一排，其中3號右側柱鋒因頭肩需與對方左側柱鋒及勾鋒緊緊相連，又被稱作緊頭柱鋒（英語：tighthead prop），而1號左側柱鋒僅需與對方右側柱鋒接觸，故又被稱為鬆頭柱鋒（英語：loosethead prop）。第二排由背號為4號及5號的左側鎖鋒及右側鎖鋒結成。以上五名球員為列陣爭球主要的傳導及推進力來源，被稱為Tight five。第三排（又稱後排）為6號左側脅鋒、7號右側脅鋒及8號球員，兩脅鋒分別緊靠列陣兩側，8號球員則是與兩鎖鋒連結。第三排球員列陣較為鬆散，通常無法作為有效的推進力量，以便列陣瓦解時迅速展開進攻或防守陣型及戰術運用，不過當對方具力量佔上風或戰情危急時，第三排也可施力增加取得優勢的機會。
雙方結陣步驟為先由第一排球員先以手臂接觸對方確認相對位置，當裁判告知應蹲低時，雙方球員應蹲低至肩背呈水平姿勢。當裁判喊出相連時，第一排球員應將頭肩接觸緊連方式與對方連結，第二排及第三排也應準備向前施力。最後裁判會以結陣指令命全體列陣球員往前施力緊緊相連完成結陣動作。

## 爭球方式

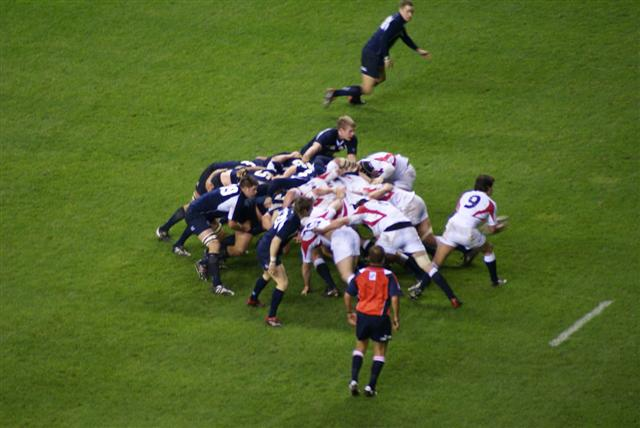
英格蘭與蘇格蘭在一場國際賽中解陣的瞬間

當結陣完成時，持球方的9號球員傳鋒獲得裁判的指示後需筆直將球滾放入雙方第一排的正中間區域 ，由雙方的勾鋒用腳爭搶球權。依目前世界橄協的規則，持球方的傳鋒允許以觸碰勾鋒手肘方式讓其清楚判斷落球的時間點，因此一般而言，持球方取得球權的機會較高。不過在雙方力量差異過大的情況下，容易出現力量大的一方屢屢取得球權的情況。當任一方的勾鋒勾到球後，球會從兩鎖鋒的腳下一直往後滾，通常會由8號球員將球停住，再由傳鋒處理球。
一但傳鋒將球拾起，列陣即可解陣，雙方球員需馬上分開。如果8號球員沒有順利停球，而使球滾出列陣的範圍區域亦有解陣的效果。雙方任何一人都可以進行球權爭奪。除了傳衛可以處理球以外，也允許8號球員以兩手拾起球進行攻擊，或是由8號球員以腳帶球，在尚未解陣的情況下，以推動列陣方式向前移動。
在列陣結構完整且雙方力量有差距的情況下，亦可搭配戰術使用衝刺攻擊，需Tight Five同時瞬間出力，一舉將對方衝垮而取得球權，甚至造成對方犯規。
結陣完成後，等待傳鋒放球時如列陣不穩固，為了安全考量，裁判可以吹判重新列陣。爭球的過程中如有一方故意使列陣倒塌、旋轉、結陣角度不夠筆直、將對方第一排球員往下拉或任意解陣，都會造成更嚴重的犯規，使對方取得罰踢權。另如果傳鋒未筆直放球或遲不放球，則會讓對方得到自由踢的機會。

## 列陣條件
一般而言，最常見導致列陣爭球的條件是向前掉球及向前傳球，另外當球困在拉克或冒爾（亂集團） 裡無法順利進行比賽時，裁判將會球權判給其中一方，以列陣爭球重新開球。如防守方因狀況緊急，自行持球帶入達陣區點地，亦會令對方獲得列陣爭球球權。
如因對方犯規而獲得罰踢的機會，持球方亦可以選擇以列陣爭球重新開球，一般是用於已進攻至對方達陣區前，圖以推擠方式進入達陣區得分，或是籍以讓後衛有更多進攻空間。

## 身體要求
並列爭球的前鋒球員非常講求身體素質，通常都由隊中最強壯的球員所組成。第一排的勾鋒及柱鋒要有強大的力量才能在相互推擠時佔上風，大約有40%的推力都是由第一排球員所產出，而第二排的鎖鋒一樣要非常強壯，因為他們也提供相當推進力的來源，通常鎖鋒亦是隊中身高最高的球員，身高在並列爭球提供推力及爭邊球的爭搶是相當重要的條件。後排的脅鋒及8號球員則被要求需要更高的速度及機動性，因為他們主要的任務是應付解陣之後攻守狀況。
在職業級以上的球賽中，8位前鋒球員的體重合計至少會在800公斤以上。

## 安全性
在橄欖球運動中，列陣爭球一般被認為是最危險的爭球行為。列陣倒塌、不適當的結陣都有可能導致第一排球員受傷、折斷頸椎甚至死亡。2005年5月21日，英格蘭橄欖球青年國家隊的柱鋒球員麥特·漢普森在練習賽列陣爭球時因倒塌而折斷頸椎，身為前防護員的裁判湯姆·史普貝瑞迅速地穩定他的頸部救了他一命，經過了17個月的住院治療，漢普森頸部以下永久癱瘓且需呼吸器才能存活。因此，只有接受過專業訓練的柱鋒及勾鋒球員才能在比賽中擔崗第一排的位置。如比賽中有第一排球員受傷或無法繼續比賽，不得以其他位置的球員頂替，除非是因故沒有第一排球員可用，才由其他球員頂替，而此時列陣爭球會進入非競爭模式，不得推擠爭搶，僅是在名義上將爭球動作做完。

## 技術分析

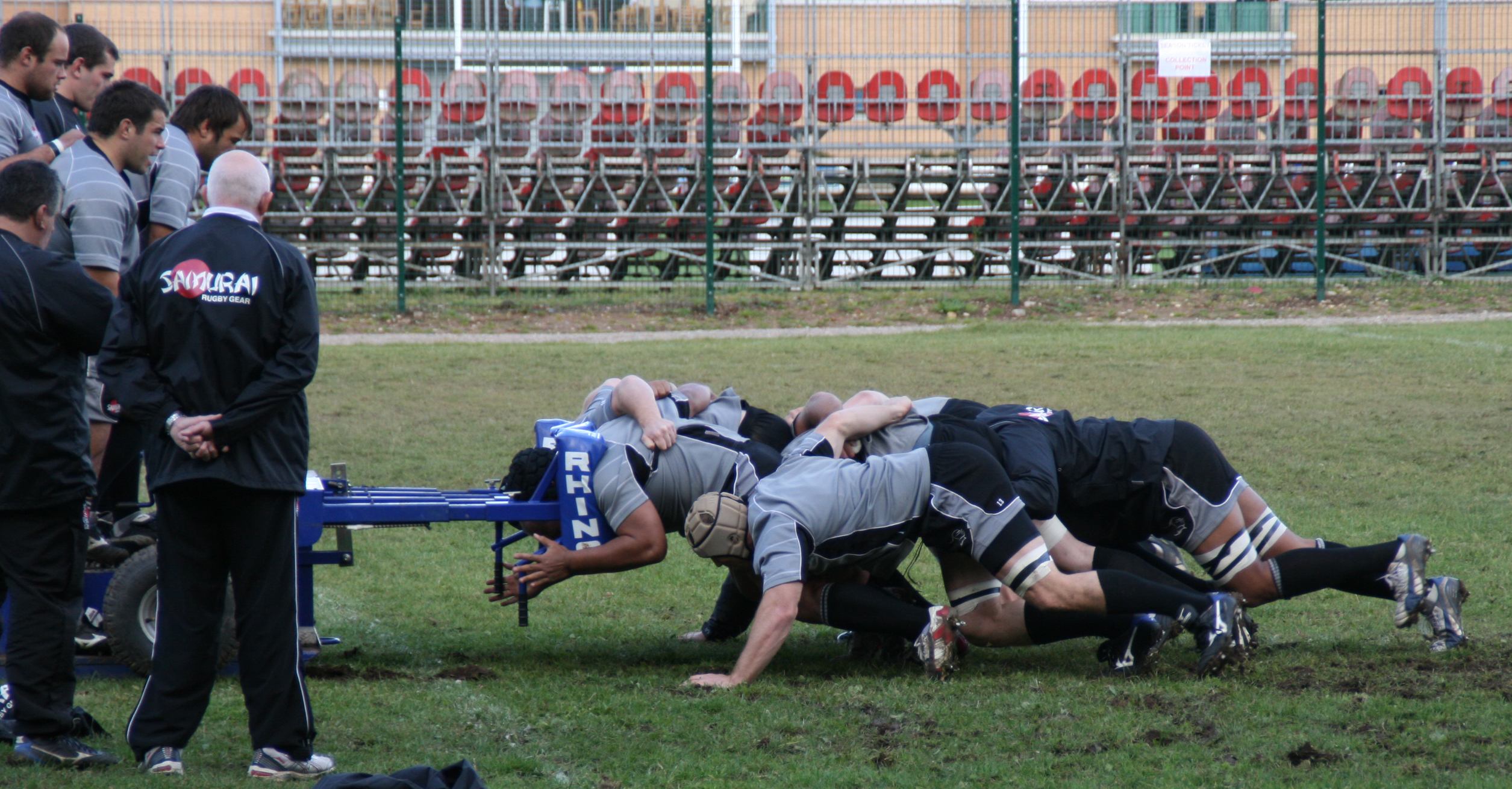
列陣練習器被廣泛使用於訓練前鋒球員的結陣技巧

列陣爭球要求非常高的技巧，參與列陣的球員基本上需要足夠的身體對抗性、協調性及平衡感。結陣的角度及緊密度也相當重要，如果角度夠不筆直或緊密性不足，就無法產生足夠的推進力。在現代的比賽中，列陣爭球搭配大量的戰術應用，包括衝刺攻擊、進攻方向轉換或是8號球員自行進攻等衍生無數的策略統合，因此列陣爭球被認為是橄欖球的精髓之一。
以2016年六國橄欖球錦標賽為例，平均一場有13.4次列陣爭球，約每6分鐘就有一次列陣爭球機會，有20%的達陣機會是透過列陣爭球的球權轉換而來，因列陣爭球所導致的罰踢也較往屆增加，佔了總罰踢比率的25%，因此取得列陣爭球的優勢往往左右了比賽的勝負。

## 外部連結
- 世界橄協規則 （页面存档备份，存于）